# 위례고운초등학교
위례고운초등학교는 대한민국 경기도 성남시 수정구에 있는 공립 초등학교이다.

## 연혁
- 2016. 1. 16. 위례고운초등학교 사용 승인
- 2016. 3. 1. 위례고운초등학교 개교(1~6학년 6학급)
- 2016. 3. 1. 초대 김영임 교장 부임
- 2016. 3. 1. 위례고운초등학교병설유치원 개원(일반 3학급)